# 砦の29人
『砦の29人』（とりでの29にん、Duel at Diablo）は1966年のアメリカ合衆国の西部劇映画。マーヴィン・H・アルバートによる1957年の小説を基にしている。ラルフ・ネルソン監督の作品で、出演はジェームズ・ガーナーやシドニー・ポワチエなど。

## ストーリー
ある日、ジェス・レムスバーグは、友人のスコッティ・マカリスター中尉がいるクリール砦へ向かっていたところ、アパッチ族に追われる女エレンを助ける。捕虜だったエレンはアパッチ族の集落へ戻りたいと考えていたものの、とりあえず彼女を砦まで連れていく。砦に到着したレムスバーグはマカリスターに自分の妻だったインディアンの女性の頭皮を見せる。事情を知らない黒人兵トーラーはその頭皮を売ってくれと頼み、レムスバーグに殴られる。そのころ、クリール砦では人員や食料を補給するための輸送隊がコンチョ砦に向けて準備が進められていたため、レムスバーグは妻の死の真相を知るべく、この輸送隊よりも先にクリール砦を出る。ある夜、エレンが馬を盗んで逃走し、レムスバーグがアパッチ族の集落まで彼女を追う。エレンは酋長のチャタの息子と結婚し、子どもを儲けていたことが判明する。ところが、集落の戦闘員は皆輸送隊の襲撃に向かっていたため、集落には女子どもといった非戦闘員しか残っていなかった。レムスバーグはコンチョ砦にて救援隊を結成し、輸送隊との合流地点であるディアブロ渓谷に向かう。そこで、彼は妻の頭皮を提供した保安官クレイと再会し、彼女の頭皮を剥がしたのがエレンの夫グレンジであることを知る。だが、一行がディアブロ渓谷に来た時点で、輸送隊はすでに壊滅しており、グレンジも瀕死の状態にあった。グレンジの頼みで、レムスバーグは拳銃を彼のそばに置いてその場を後にし、まもなくレムスバーグの背後で銃声が響く。また、アパッチ族も黙ってその場を去った。

## キャスト
| 役名                     | 俳優                         | 日本語吹替                         |
| 役名                     | 俳優                         | TBS版                              |
| ------------------------ | ---------------------------- | ---------------------------------- |
| ジェス・レムスバーグ     | ジェームズ・ガーナー         | 羽佐間道夫                         |
| トーラー                 | シドニー・ポワチエ           | 田中信夫                           |
| ウィラード・グレンジ     | デニス・ウィーバー           | 青野武                             |
| エレン・グレンジ         | ビビ・アンデショーン         | 宗形智子                           |
| スコッティ・マカリスター | ビル・トラヴァース           | 仁内達之                           |
| ファーガソン             | ウィリアム・レッドフィールド | 嶋俊介                             |
| フォスター               | ラルフ・ネルソン             | 村松康雄                           |
| ディーン                 | ジョン・クロフォード         | 増岡弘                             |
| ノバック                 | ジョン・ハバート             | 平林尚三                           |
| ハリントン               | ビル・ハート                 | 緒方賢一                           |
| オブライエン             | ジョン・ホイト               | 長堀芳夫                           |
| 不明 その他              | N/A                          | 広瀬正志                           |
| 日本語版スタッフ         |                              |                                    |
| 演出                     | 演出                         | 伊達渉                             |
| 翻訳                     | 翻訳                         | 進藤光太                           |
| 効果                     | 効果                         | 赤塚不二夫                         |
| 調整                     | 調整                         | 山田太平                           |
| 制作                     | 制作                         | 東北新社                           |
| 解説                     | 解説                         | 荻昌弘                             |
| 初回放送                 | 初回放送                     | 1978年9月18日 『月曜ロードショー』 |

## スタッフ
- 監督：ラルフ・ネルソン
- 製作：ラルフ・ネルソン、フレッド・エンゲル
- 脚本：マーヴィン・H・アルバート、ミッチェル・M・グリリケス
- 撮影：チャールズ・F・ホイーラー
- 編集：フレドリック・スタインカンプ
- 音楽：ニール・ヘフティ